# Sainte-Justine-de-Newton
Sainte-Justine-de-Newton är en kommun i provinsen Québec i Kanada. Den ligger i regionen Montérégie, i den sydöstra delen av landet, 100 km öster om huvudstaden Ottawa.